# Tour de France de 2015
A 102.ª edição do Tour de France foi disputada entre 4 e 26 de julho de 2015. O percurso é constituído, à semelhança das edições anteriores, por 21 etapas. O Tour começou na cidade de Utrecht (Holanda) com um contrarrelógio individual de 14 quilómetros, tem oito finais em ascensão, seis das quais em alta montanha, além de um contrarrelógio por equipas de 28 quilómetros (etapa nove), e o pavés estará também presente (etapa quatro) com sete sectores e uma distância total de 13,3 quilómetros. Esta edição marca o regresso das bonificações — desde o Tour de France 2007 — em todas as etapas em linha.
A Holanda acolheu a saída do Tour pela sexta vez após Amesterdão (1954), Scheveningen (1973), Leida (1978), s'Hertogenbosch (1996) e Roterdão (2010).
O vencedor foi Chris Froome, da equipa Team Sky, com Nairo Quintana em segundo e Alejandro Valverde em terceiro.

## Resumo da Prova
Rohan Dennis venceu o contra-relógio individual de abertura, estabelecendo o recorde para a velocidade média mais rápida de um contra-relógio no Tour, com 55,446 kmh. André Greipel venceu a segunda etapa e a camisola amarela mudou para as mãos de Fabian Cancellara, pois os ventos fortes que se sentiram na etapa dividiram o pelotão em vários grupos provocando vários cortes. Na terceira etapa, a corrida foi neutralizada momentaneamente após dois grandes acidentes em rápida sucessão que colocou vários ciclistas fora do evento, incluindo o líder da corrida Cancellara. Após a corrida ter sido retomada, o pelotão continuou a famosa subida curta mas íngreme de Mur de Huy, (que ficou famosa pela clássica La Flèche Wallonne). Joaquim Rodríguez venceu a etapa e Chris Froome assegurou a liderança da prova. Froome ampliou sua vantagem sobre os outros favoritos à vitória e se tornou o terceiro piloto a usar a amarela, ficando à frente de Tony Martin por um segundo. Foi o terceiro dia consecutivo que Martin terminou em segundo lugar no geral, atrás de três lideres diferentes.
Na quarta etapa, que contou com sete setores de paralelepípedos (pavé), Martin conseguiu finalmente vencer e arrecadar a tão almejada camisola amarela ao atacar a liderança do grupo a 3 km da chegada. A quinta etapa, resultou numa chegada ao sprint e Greipel levou a melhor sobre Peter Sagan e Mark Cavendish. Na sexta etapa, o companheiro de equipa de Cavendish, Zdeněk Stybar venceu a etapa depois de escapar na pequena subida concluída em Le Havre. Nesta etapa, o ciclista da Eritreia, Daniel Teklehaimanot (MTN Qhubeka) tornou-se no primeiro ciclista africano a liderar a classificação da montanha. A etapa ficou marcada por uma grande queda colectiva na qual o líder Martin sofreu uma fractura da clavícula e teve que desistir do Tour, sendo o segundo camisola amarela de 2015 a abandonar após Cancellara. 
Com a recusa de Froome (segundo classificado) em envergar a amarela, a sétima etapa decorreu sem que alguém utilizasse a camisola de líder. Cavendish venceu etapa numa chegada ao sprint. Após o final da etapa, foi anunciado que Luca Paolini (Team Katusha) havia testado positivo para cocaína e foi excluído da prova. A oitava etapa, terminando no topo Mûr-de-Bretagne, viu a primeira vitória francesa do Tour, com o ciclista da AG2r-La Mondiale, Alexis Vuillermoz lançar um ataque dentro do quilómetro final.  Os favoritos à geral terminaram no mesmo grupo, excepto Vincenzo Nibali (vencedor de 2014) que perdeu dez segundos. A BMC Racing Team venceu o contra-relógio por equipas da etapa nove por um segundo sobre a Team Sky. A 12 de julho, primeiro dia de descanso em Pau, foi anunciado que Ivan Basso da Tinkoff-Saxo abandonaria o Tour após ter sido diagnosticado um cancro testicular.
Com a etapa 10 assistiu-se à primeira chegada em altitude em La Pierre-Saint-Martin. A etapa foi ganha de forma sensacional por Christopher Froome, com um enorme avanço sobre os outros candidato à geral: 1m04s sobre Nairo Quintana (terceiro atrás de Richie Porte, companheiro de equipa de Froome), 2m01s sobre Alejandro Valverde, 2m28s para Tejay van Garderen, 2m50s para Alberto Contador e mais de quatro minutos para o vencedor de 2014, Vincenzo Nibali. O britânico ampliou sua vantagem na classificação geral para 2m52s sobre van Garderen, dando um enorme passo para a vitória final.

## Equipas participantes
A 14 de janeiro de 2015 a Amaury Sport Organisation confirmou as 22 equipas que disputarão a corrida, as 17 equipas de categoria UCI ProTeam mais 5 equipas de categoria Profissional Continental convidadas pela organização.
| Equipa                       | Cód. UCI | Categoria                | Chefe(s) de filas      | Chefe(s) de filas  |
| ---------------------------- | -------- | ------------------------ | ---------------------- | ------------------ |
| AG2r-La Mondiale             | ALM      | UCI ProTeam              | Jean-Christophe Péraud | Romain Bardet      |
| Astana                       | AST      | UCI ProTeam              | Vincenzo Nibali        |                    |
| BMC Racing Team              | BMC      | UCI ProTeam              | Tejay van Garderen     |                    |
| Etixx-Quick Step             | EQS      | UCI ProTeam              | Mark Cavendish         | Tony Martin        |
| FDJ                          | FDJ      | UCI ProTeam              | Thibaut Pinot          |                    |
| IAM Cycling                  | IAM      | UCI ProTeam              | Mathias Frank          |                    |
| Team Katusha                 | KAT      | UCI ProTeam              | Joaquim Rodriguez      |                    |
| Lampre-Merida                | LAM      | UCI ProTeam              | Rui Costa              |                    |
| Lotto Soudal                 | LTS      | UCI ProTeam              | Tony Gallopin          | André Greipel      |
| Movistar Team                | MOV      | UCI ProTeam              | Nairo Quintana         | Alejandro Valverde |
| Orica-GreenEDGE              | OGE      | UCI ProTeam              | Simon Gerrans          | Michael Matthews   |
| Team Sky                     | SKY      | UCI ProTeam              | Chris Froome           |                    |
| Cannondale–Garmin            | TCG      | UCI ProTeam              | Andrew Talansky        | Ryder Hesjedal     |
| Tinkoff-Saxo                 | TCS      | UCI ProTeam              | Alberto Contador       |                    |
| Trek Factory Racing          | TFR      | UCI ProTeam              | Bauke Mollema          |                    |
| Team Giant–Alpecin           | TGA      | UCI ProTeam              | John Degenkolb         |                    |
| LottoNL-Jumbo                | TLJ      | UCI ProTeam              | Robert Gesink          |                    |
| Bretagne–Séché Environnement | BSE      | Profissional Continental | Eduardo Sepúlveda      |                    |
| Bora-Argon 18                | BOA      | Profissional Continental | Dominik Nerz           | Sam Bennett        |
| Cofidis                      | COF      | Profissional Continental | Nacer Bouhanni         |                    |
| MTN Qhubeka                  | MTN      | Profissional Continental | Edvald Boasson Hagen   | Tyler Farrar       |
| Team Europcar                | EUC      | Profissional Continental | Pierre Rolland         |                    |

## Etapas
| Etapa | Data        | Percurso                                              | Distância             | Tipo                       | Tipo                  | Vencedor              | Líder geral           |
| ----- | ----------- | ----------------------------------------------------- | --------------------- | -------------------------- | --------------------- | --------------------- | --------------------- |
| 1     | 4 de Julho  | Utrecht – Utrecht                                     | 13,8 km               | Contrarrelógio individual  | CRI (Plano)           | Rohan Dennis          | Rohan Dennis          |
| 2     | 5 de Julho  | Utrecht – Neeltje-Jans                                | 166 km                |                            | Plano                 | André Greipel         | Fabian Cancellara     |
| 3     | 6 de Julho  | Antuérpia – Huy                                       | 159,5 km              |                            | Intermediário         | Joaquim Rodríguez     | Chris Froome          |
| 4     | 7 de Julho  | Seraing – Cambrai                                     | 223,5 km              |                            | Acidentado            | Tony Martin           | Tony Martin           |
| 5     | 8 de Julho  | Arras – Amiens                                        | 189,5 km              |                            | Plano                 | André Greipel         | Tony Martin           |
| 6     | 9 de Julho  | Abbeville – El Havre                                  | 191,5 km              |                            | Plano                 | Zdeněk Štybar         | Tony Martin           |
| 7     | 10 de Julho | Livarot – Fougères                                    | 190,5 km              |                            | Plano                 | Mark Cavendish        | Chris Froome          |
| 8     | 11 de Julho | Rennes – Mûr-de-Bretagne                              | 181,5 km              |                            | Intermediário         | Alexis Vuillermoz     | Chris Froome          |
| 9     | 12 de Julho | Vannes – Plumelec                                     | 28 km                 | Contrarrelógio por equipas | CRE (Acidentado)      | BMC Racing Team       | Chris Froome          |
|       | 13 de Julho | Dia de descanso (Pau)                                 | Dia de descanso (Pau) | Dia de descanso (Pau)      | Dia de descanso (Pau) | Dia de descanso (Pau) | Dia de descanso (Pau) |
| 10    | 14 de Julho | Tarbes – La Pierre-Saint-Martin                       | 167 km                |                            | Montanha              | Chris Froome          | Chris Froome          |
| 11    | 15 de Julho | Pau – Cauterets                                       | 188 km                |                            | Montanha              | Rafal Majka           | Chris Froome          |
| 12    | 16 de Julho | Lannemezan – Plateau de Beille                        | 195 km                |                            | Montanha              | Joaquim Rodríguez     | Chris Froome          |
| 13    | 17 de Julho | Muret – Rodez                                         | 198,5 km              |                            | Intermediário         | Greg Van Avermaet     | Chris Froome          |
| 14    | 18 de Julho | Rodez – Mende                                         | 178,5 km              |                            | Intermediário         | Steve Cummings        | Chris Froome          |
| 15    | 19 de Julho | Mende – Valence                                       | 183 km                |                            | Acidentado            | André Greipel         | Chris Froome          |
| 16    | 20 de Julho | Bourg-de-Péage – Gap                                  | 201 km                |                            | Intermediário         | Rubén Plaza           | Chris Froome          |
|       | 21 de Julho | Dia de descanso (Gap)                                 | Dia de descanso (Gap) | Dia de descanso (Gap)      | Dia de descanso (Gap) | Dia de descanso (Gap) | Dia de descanso (Gap) |
| 17    | 22 de Julho | Digne-les-Bains – Pra-Loup                            | 161 km                |                            | Montanha              | Simon Geschke         | Chris Froome          |
| 18    | 23 de Julho | Gap – Saint-Jean-de-Maurienne                         | 186,5 km              |                            | Montanha              | Romain Bardet         | Chris Froome          |
| 19    | 24 de Julho | Saint-Jean-de-Maurienne – La Toussuire (Les Sybelles) | 138 km                |                            | Montanha              | Vincenzo Nibali       | Chris Froome          |
| 20    | 25 de Julho | Modane – Alpe d'Huez                                  | 110,5 km              |                            | Montanha              | Thibaut Pinot         | Chris Froome          |
| 21    | 26 de Julho | Sèvres – Paris                                        | 109,5 km              |                            | Plano                 | André Greipel         | Chris Froome          |
|       | Total       | Total                                                 | 3.360,3 km (2.088 mi) | 3.360,3 km (2.088 mi)      | 3.360,3 km (2.088 mi) | 3.360,3 km (2.088 mi) | 3.360,3 km (2.088 mi) |

## Evolução das classificações
| Etapa (Vencedor)               | Classificação geral Maillot jaune | Classificação por pontos Maillot vert | Classificação de montanha Maillot à pois rouges | Classificação dos jovens Maillot blanc | Classificação por equipas Classement par équipe | Prémio de combatividade Prix de combativité |
| ------------------------------ | --------------------------------- | ------------------------------------- | ----------------------------------------------- | -------------------------------------- | ----------------------------------------------- | ------------------------------------------- |
| 1.ª etapa (CRI) (Rohan Dennis) | Rohan Dennis                      | Rohan Dennis                          | não foi entregue                                | Rohan Dennis                           | LottoNL-Jumbo                                   | não foi entregue                            |
| 2.ª etapa (André Greipel)      | Fabian Cancellara                 | André Greipel                         | não foi entregue                                | Tom Dumoulin                           | BMC                                             | Michał Kwiatkowski                          |
| 3.ª etapa (Joaquim Rodríguez)  | Chris Froome                      | André Greipel                         | Joaquim Rodríguez                               | Peter Sagan                            | BMC                                             | Jan Bárta                                   |
| 4.ª etapa (Tony Martin)        | Tony Martin                       | André Greipel                         | Joaquim Rodríguez                               | Peter Sagan                            | BMC                                             | Vincenzo Nibali                             |
| 5.ª etapa (André Greipel)      | Tony Martin                       | André Greipel                         | Joaquim Rodríguez                               | Peter Sagan                            | BMC                                             | Michael Matthews                            |
| 6.ª etapa (Zdeněk Štybar)      | Tony Martin                       | André Greipel                         | Daniel Teklehaimanot                            | Peter Sagan                            | BMC                                             | Perrig Quemeneur                            |
| 7.ª etapa (Mark Cavendish)     | Chris Froome                      | André Greipel                         | Daniel Teklehaimanot                            | Peter Sagan                            | BMC                                             | Anthony Delaplace                           |
| 8.ª etapa (Alexis Vuillermoz)  | Chris Froome                      | Peter Sagan                           | Daniel Teklehaimanot                            | Peter Sagan                            | BMC                                             | Bartosz Huzarski                            |
| 9.ª etapa (CRE) (BMC)          | Chris Froome                      | Peter Sagan                           | Daniel Teklehaimanot                            | Peter Sagan                            | BMC                                             | não foi entregue                            |
| 10.ª etapa (Chris Froome)      | Chris Froome                      | André Greipel                         | Chris Froome                                    | Nairo Quintana                         | Sky                                             | Kenneth Vanbilsen                           |
| 11.ª etapa (Rafal Majka)       | Chris Froome                      | Peter Sagan                           | Chris Froome                                    | Nairo Quintana                         | Sky                                             | Daniel Martin                               |
| 12.ª etapa (Joaquim Rodríguez) | Chris Froome                      | Peter Sagan                           | Chris Froome                                    | Nairo Quintana                         | Movistar                                        | Michal Kwiatkowski                          |
| 13.ª etapa (Greg Van Avermaet) | Chris Froome                      | Peter Sagan                           | Chris Froome                                    | Nairo Quintana                         | Movistar                                        | Thomas De Gendt                             |
| 14.ª etapa (Steve Cummings)    | Chris Froome                      | Peter Sagan                           | Chris Froome                                    | Nairo Quintana                         | Movistar                                        | Pierre-Luc Périchon                         |
| 15.ª etapa (André Greipel)     | Chris Froome                      | Peter Sagan                           | Chris Froome                                    | Nairo Quintana                         | Movistar                                        | Peter Sagan                                 |
| 16.ª etapa (Rubén Plaza)       | Chris Froome                      | Peter Sagan                           | Chris Froome                                    | Nairo Quintana                         | Movistar                                        | Peter Sagan                                 |
| 17.ª etapa (Simon Geschke)     | Chris Froome                      | Peter Sagan                           | Chris Froome                                    | Nairo Quintana                         | Movistar                                        | Simon Geschke                               |
| 18.ª etapa (Romain Bardet)     | Chris Froome                      | Peter Sagan                           | Joaquim Rodríguez                               | Nairo Quintana                         | Movistar                                        | Romain Bardet                               |
| 19.ª etapa (Vincenzo Nibali)   | Chris Froome                      | Peter Sagan                           | Romain Bardet                                   | Nairo Quintana                         | Movistar                                        | Pierre Rolland                              |
| 20.ª etapa (Thibaut Pinot)     | Chris Froome                      | Peter Sagan                           | Chris Froome                                    | Nairo Quintana                         | Movistar                                        | Alexandre Geniez                            |
| 21.ª etapa (André Greipel)     | Chris Froome                      | Peter Sagan                           | Chris Froome                                    | Nairo Quintana                         | Movistar                                        | não foi entregue                            |
| Final                          | Chris Froome                      | Peter Sagan                           | Chris Froome                                    | Nairo Quintana                         | Movistar                                        | Romain Bardet                               |

## Classificações finais
| Legenda                   | Legenda                                     | Legenda                              | Legenda                                      |
| ------------------------- | ------------------------------------------- | ------------------------------------ | -------------------------------------------- |
| Camisa amarela            | Denota o líder da Classificação geral       | Camisa branca com bolinhas vermelhas | Denota o líder da Classificação de montanha  |
| Camisa verde              | Denota o líder da Classificação por pontos  | Camisa branca                        | Denota o líder da Classificação dos jovens   |
| Camisa com número amarelo | Denota o líder da Classificação por equipas | Camisa com número vermelho           | Denota o vencedor do Prémio de combatividade |

### Classificação geral
| Pos. | Ciclista                 | Equipa              | Tempo       |
| ---- | ------------------------ | ------------------- | ----------- |
| 1    | Chris Froome (GBR)       | Team Sky            | 84h 46' 14" |
| 2    | Nairo Quintana (COL)     | Movistar Team       | + 1' 12"    |
| 3    | Alejandro Valverde (ESP) | Movistar Team       | + 5' 25"    |
| 4    | Vincenzo Nibali (ITA)    | Astana              | + 8' 36"    |
| 5    | Alberto Contador (ESP)   | Tinkoff-Saxo        | + 9' 48"    |
| 6    | Robert Gesink (NED)      | LottoNL-Jumbo       | + 10' 47"   |
| 7    | Bauke Mollema (NED)      | Trek Factory Racing | + 15' 14"   |
| 8    | Mathias Frank (SUI)      | IAM Cycling         | + 15' 39"   |
| 9    | Romain Bardet (FRA)      | AG2r-La Mondiale    | + 16' 00"   |
| 10   | Pierre Rolland (FRA)     | Team Europcar       | + 17' 30"   |

### Classificação por pontos
| Pos. | Ciclista                 | Equipa             | Pontos |
| ---- | ------------------------ | ------------------ | ------ |
| 1    | Peter Sagan (SVK)        | Tinkoff-Saxo       | 432    |
| 2    | André Greipel (GER)      | Lotto Soudal       | 366    |
| 3    | John Degenkolb (GER)     | Team Giant–Alpecin | 298    |
| 4    | Mark Cavendish (GBR)     | Etixx-Quick Step   | 206    |
| 5    | Bryan Coquard (FRA)      | Team Europcar      | 152    |
| 6    | Chris Froome (GBR)       | Team Sky           | 139    |
| 7    | Thibaut Pinot (FRA)      | FDJ                | 113    |
| 8    | Alejandro Valverde (ESP) | Movistar Team      | 103    |
| 9    | Thomas de Gendt (BEL)    | Lotto Soudal       | 90     |
| 10   | Alexander Kristoff (NOR) | Team Katusha       | 90     |

### Classificação de montanha
| Pos. | Ciclista                 | Equipa           | Pontos |
| ---- | ------------------------ | ---------------- | ------ |
| 1    | Chris Froome (GBR)       | Team Sky         | 119    |
| 2    | Nairo Quintana (COL)     | Movistar Team    | 108    |
| 3    | Romain Bardet (FRA)      | AG2r-La Mondiale | 90     |
| 4    | Thibaut Pinot (FRA)      | FDJ              | 82     |
| 5    | Joaquim Rodríguez (ESP)  | Team Katusha     | 78     |
| 6    | Pierre Rolland (FRA)     | Team Europcar    | 74     |
| 7    | Alejandro Valverde (ESP) | Movistar Team    | 72     |
| 8    | Jakob Fuglsang (DEN)     | Astana           | 64     |
| 9    | Richie Porte (AUS)       | Team Sky         | 58     |
| 10   | Serge Pauwels (BEL)      | MTN Qhubeka      | 55     |

### Classificação dos jovens
| Pos. | Ciclista               | Equipa                 | Tempo        |
| ---- | ---------------------- | ---------------------- | ------------ |
| 1    | Nairo Quintana (COL)   | Movistar Team          | 84h 47' 26"  |
| 2    | Romain Bardet (FRA)    | AG2r-La Mondiale       | + 14' 48"    |
| 3    | Warren Barguil (FRA)   | Team Giant–Alpecin     | + 30' 03"    |
| 4    | Thibaut Pinot (FRA)    | FDJ                    | + 37' 40"    |
| 5    | Bob Jungels (LUX)      | Trek Factory Racing    | + 1h 32' 09" |
| 6    | Peter Sagan (SVK)      | Tinkoff-Saxo           | + 2h 13' 43" |
| 7    | Adam Yates (GBR)       | Orica-GreenEDGE        | + 2h 15' 24" |
| 8    | Wilco Kelderman (NED)  | LottoNL-Jumbo          | + 3h 02' 55" |
| 9    | Emanuel Buchmann (GER) | Rádio Popular-Boavista | + 3h 07' 35" |
| 10   | Merhawi Kudus (ERI)    | Team Giant–Alpecin     | + 3h 09' 24" |

### Classificação por equipas
| Pos. | Equipa           | Tempo        |
| ---- | ---------------- | ------------ |
| 1    | Movistar Team    | 255h 24' 24" |
| 2    | Team Sky         | + 57' 23"    |
| 3    | Tinkoff-Saxo     | + 1h 00' 12" |
| 4    | Astana           | + 1h 12' 09" |
| 5    | MTN Qhubeka      | + 1h 14' 32" |
| 6    | AG2r-La Mondiale | + 1h 24' 22" |
| 7    | Team Europcar    | + 1h 48' 51" |
| 8    | BMC Racing Team  | + 2h 41' 46" |
| 9    | IAM Cycling      | + 2h 42' 16" |
| 10   | LottoNL-Jumbo    | + 2h 46' 59" |

## Abandonos
| Etapa | Data        | Percurso                        | km  | Ciclista           | Equipa              |
| 3.ª   | 6 de Julho  | Antuérpia – Huy                 | 154 | Simon Gerrans      | Orica GreenEDGE     |
| 3.ª   | 6 de Julho  | Antuérpia – Huy                 | 154 | Fabian Cancellara  | Trek Factory Racing |
| 3.ª   | 6 de Julho  | Antuérpia – Huy                 | 154 | Tom Dumoulin       | Giant-Alpecin       |
| 6.ª   | 9 de Julho  | Abbeville – Le Havre            | 191 | Tony Martin        | Etixx-Quick Step    |
| 10.ª  | 14 de Julho | Tarbes – La Pierre-Saint-Martin | 167 | Ivan Basso         | Tinkoff-Saxo        |
| 11.ª  | 15 de Julho | Pau – Cauterets                 | 188 | Daniele Bennati    | Tinkoff-Saxo        |
| 17.ª  | 22 de Julho | Digne-les-Bains – Pra-Loup      | 161 | Tejay Van Garderen | BMC Racing Team     |